# Captive (jeu vidéo)
 (décembre 2018).
Si vous disposez d'ouvrages ou d'articles de référence ou si vous connaissez des sites web de qualité traitant du thème abordé ici, merci de compléter l'article en donnant les références utiles à sa vérifiabilité et en les liant à la section « Notes et références ».
Pour les articles homonymes, voir Captive.
Captive est un jeu vidéo édité par Mindscape, sorti en 1990.
Il s'agit d'un jeu de rôle futuriste en 3D à vue subjective, fonctionnant selon le même principe que le célèbre Dungeon Master.
Développé originellement pour l'Amiga par Antony Crowther, il fut porté sur Atari ST et plus tard sur DOS en 1992.
Le jeu a eu une suite en 1994, Liberation: Captive 2.

## Synopsis
Condamné à 250 ans de sommeil cryogénique, Trill est accidentellement réveillé au cours de sa peine.
Amnésique, il trouve dans sa cellule transformée en entrepôt une mallette permettant de télécommander un groupe de quatre robots.
Trill est en fait enfermé dans une station spatiale protégée par un bouclier.
Celui-ci est alimenté par dix générateurs enfouis au fond de bases, situées chacune sur une planète différente.
Le joueur incarne Trill et pilote les robots, sautant de planète en planète, en détruisant les générateurs, pour finalement accéder à la station et se libérer.
Le manuel du jeu est constitué du journal de bord de Trill et d'un descriptif sommaire des commandes de la mallette.
Le joueur est immergé dans le monde de Captive avec très peu d'informations et n'apprendra que beaucoup plus tard qui il est.

## Principe de jeu
L'univers de Captive comprend trois milieux.
L'espace, représentée par une carte de la galaxie, où l'on peut choisir la planète sur laquelle atterrir.
Les deux autres milieux, en 3D subjective, sont dédiés à l'action : la surface de la planète, où le joueur doit trouver l'entrée de la base, et la base elle-même.
Dans chaque base, les robots doivent récupérer une sonde.
Cette sonde, lâchée ultérieurement sur la carte galactique, localisera la base suivante, pour finir par la station spatiale.
Lorsque Trill sera enfin retrouvé par ses robots, il sera immédiatement recapturé et l'aventure reprendra dans une nouvelle mission, avec des bases différentes.
Au fur et à mesure de la progression des robots, les bases deviennent de plus en plus vastes et les ennemis de plus en plus forts.
Au cours de leur périple, les robots pourront acquérir et utiliser de nombreux objets permettant de franchir les obstacles rencontrés.
Les mouvements et combats du groupe de robots sont similaires à ceux de Dungeon Master.
L'environnement est modélisé selon un quadrillage, les personnages se déplacent d'une case à l'autre.
L'action se déroule en temps réel, mais les ennemis bougent relativement lentement.
Le jeu est donc moins une question de réflexes que de stratégie à mettre en œuvre pour minimiser les dommages pris, ne pas tomber à court de munitions ou ne pas se retrouver coincé dans un cul-de-sac.
Il peut être ardu de terminer la première mission parce que les performances du matériel que peuvent obtenir les robots n'augmentent pas plus vite que le niveau des ennemis.
Mais au cours de la seconde mission, le niveau des ennemis plafonne alors que les robots gagnent encore un peu en performances.
Du coup, à partir de là, c'est surtout l'inattention ou la malchance qui peut leur être fatale.
Cependant les stations spatiales sont toujours difficiles, parce que les ennemis qu'on y trouve sont très puissants.
Il est également facile de tomber à court de munitions, les boutiques permettant de se réapprovisionner étant placées et espacées relativement aléatoirement.

## Éléments

### Écran de jeu
L'écran représente précisément la mallette de contrôle des robots que Trill utilise depuis la cellule de sa prison.
La partie centrale montre ce que voient les robots.
À côté, une série de boutons permet de les faire se déplacer et de mener diverses actions (sommeil, pause, sauvegarde de la partie).
Quatre icônes indiquent la place des robots dans la formation.
À partir de ces icônes il est possible d'accéder à l'inventaire de leurs possessions.
Plus bas, des icônes symbolisent le contenu des mains de chaque robot et servent à utiliser les objets qui sont placés dedans.
Mais la grande originalité de Captive, ce sont les cinq écrans supérieurs, permettant de contrôler les implants éventuellement portés par les robots, ou les caméras mobiles qu'ils peuvent envoyer à travers les complexes.
Les huit petits boutons en bas à droite permettent d'activer ces modules.

### Robots
Bien que le groupe se meuve solidairement, chaque robot est indépendant dans sa constitution et son évolution.
Il peut échanger les membres de son corps contre de plus performants, et se doter d'implants divers.
L'un des robots est le meneur du groupe.
C'est par lui que le joueur voit la scène.
S'il meurt, ou que sa tête est mise hors d'usage, l'écran de jeu devient noir.

#### Compétences et évolutions
Après un combat, les robots gagnent des points d'expérience. Le joueur peut affecter ces points à des compétences. L'une des compétences conditionne la catégorie de pièces détachées que peut porter le robot. Les autres sont liées aux catégories d'armes.
Les compétences relatives aux armes sont hiérarchisées : un robot ne peut commencer à travailler une compétence particulière que s'il a atteint un niveau suffisant (en l'occurrence 9) dans la compétence précédente. 24 est le maximum pratique pour une compétence relative aux armes. Aller au-delà est possible mais demande une quantité phénoménale de points d'expérience.
- Robotics - C'est la compétence nécessaire pour porter les pièces constitutives du corps des robots
- Brawlings - Combat aux poings
- Swords - Combat à l'arme blanche
- Handguns - Maniement des pistolets
- Rifles - Fusils
- Automatics - Armes automatiques
- Lasers - Armes à laser
- Cannons - Armes lourdes
- Sprayguns - Armes à aérosols

Il est possible d'utiliser un objet alors que le robot n'a pas la compétence requise.
Cependant ses performances vont être considérablement réduites ce qui le rendra peu intéressant.
Il y a trois autres caractéristiques qui sont fonction des compétences acquises :
- Dexterity - Avec une haute dextérité, les coups portés sont plus efficaces.
- Vitality - Une grande vitalité permet de mieux encaisser les coups des adversaires.
- Wisdom - Un haut score de sagesse fait gagner plus de points d'expérience lors des combats.

Les valeurs initiales de ces trois caractéristiques sont influencées par le nom donné au robot au début par le joueur !

#### Pièces détachées
Les robots peuvent se procurer diverses pièces détachées : membres, tronc, tête...
Les pièces sont regroupées par catégories.
Plus la catégorie est élevée, plus la charge portée par le robot va pouvoir être élevée, plus la pièce sera résistante et plus sa capacité énergétique va être élevée, mais plus elle nécessitera une compétence élevée en Robotics et plus elle consommera d'électricité.
| Catégorie  | Niveau requis |
| ---------- | ------------- |
| Human      | 0             |
| Tindron    | 2             |
| Coppator   | 10            |
| Bronzite   | 16            |
| Ironide    | 26            |
| Chromize   | 34            |
| Silvosh    | 42            |
| Rosteeld   | 50            |
| Stenforcer | 58            |
| Titaniux   | 66            |

De plus, les pièces, comme les armes et certains autres objets, sont classées par grade : Basic, I, II, III, IV, V, VI, VII et Super.
Au sein d'une catégorie, plus le grade est élevé, meilleures sont les performances.
Quand un robot meurt, on peut toujours le ressusciter à l'aide de pièces en état de marche, du moment que l'on a conservé la puce faisant office de "cerveau".
Il est possible de recharger les robots en électricité en branchant leurs troncs sur les prises de courant qu'on trouve dans les bases, ou en utilisant une batterie.

#### Implants
Les robots peuvent utiliser des implants, un à la fois, qui sont contrôlables grâce à quatre des écrans supérieurs.
Ils se répartissent en deux catégories : optics et dev-scapes.
De manière générale, les implants utilisent de l'énergie quand ils sont en fonctionnement.
| Grade | Nom              | Description |
| ----- | ---------------- | --- |
| Basic | AGScan           | Indique les dommages infligés aux ennemis. |
| II    | Root finder      | Indique la direction à suivre pour trouver l'issue de la base. Cet implant est essentiel pour retrouver son chemin rapidement après avoir dynamité les générateurs. Le Root Finder indique le chemin de l'astronef une fois la base détruite. |
| III   | Mapper           | Dresse le plan des endroits visités. |
| IV    | Radar            | Détecte la position des adversaires ou aide à localiser l'entrée de la base à la surface de la planète. |
| V     | Magna scan       | Simple boussole. |
| VI    | Body scan        | Indique les parties des robots qui sont endommagées. |
| VII   | Vision Corrector | Retire les faux-murs de la vue des robots. |
| Super | Visor            | Permet de voir dans les zones aveugles et rétablit la vision après contact avec le feu. |

| Grade | Nom          | Description |
| ----- | ------------ | --- |
| Basic | Anti-Grav    | Permet de marcher au plafond, de tirer sur les monstres trop hauts pour être atteints par les armes basses, et éventuellement passer au-dessus de l'eau ou des mines. Cet implant est indispensable pour pouvoir passer par les trous au plafond. |
| II    | Shield       | Réduit les dommages provoqués par les adversaires. |
| III   | Fire Shield  | Réduit les dommages causés par le feu. |
| IV    | Greaser      | Permet d'aller plus vite. Utile quand un des robots est en surcharge. |
| V     | Power zapper | Vide l'énergie des robots. Apparemment inutile. |
| VI    | Fixer        | Répare légèrement les pièces détachées de robots qui sont complètement hors d'usage, les rendant au moins utilisables. |
| VII   | Recharger    | Recharge l'électricité du robot qui porte cet implant. |
| Super | Deflector    | Dévie les attaques ennemies et les retourne éventuellement contre eux. Permet également de marcher sur des mines. |

### Adversaires
Il y a beaucoup d'ennemis différents dans Captive ; ils se déplacent en groupes homogènes.
On peut les caractériser par plusieurs critères :
- Position verticale - Suivant l'espace qu'il remplit, un monstre ne pourra être touché que par des coups en haut, des coups en bas ou les deux.
- Spécificité de déplacement - Flottant : l'adversaire vole ou flotte, c'est-à-dire qu'il peut passer au-dessus des trous, du feu ou des mines. Mécanique : quand un adversaire est mécanique, il est immobilisé s'il a les pieds dans l'eau. Feu : l'adversaire ne se trouve que dans des zones de feu. Eau : l'adversaire ne se trouve que dans des zones aquatiques.
- Groupe - Le nombre maximum d'individus par groupe (occupant une case du jeu)
- Attaque - Le type d'attaque que fait l'ennemi : contact, balles, laser, aérosol, etc.
- Vitesse - Indique à quelle vitesse en moyenne se déplace l'adversaire et porte ses coups. La vitesse effective varie d'un groupe à l'autre.

| Nom                                          | Position verticale | Spécificité de déplacement | Nombre | Attaque                   | Vitesse  | Notes |
| -------------------------------------------- | ------------------ | -------------------------- | ------ | ------------------------- | -------- | --- |
| Monstres présents dans les bases             |                    |                            |        |                           |          | |
| Fermier                                      | Bas                |                            | 9      | Contact                   | Moyenne  | |
| Arbuste                                      | Bas                |                            | 4      | Contact                   | Lente    | |
| Boule métallique à chenille                  | Plein              | Mécanique                  | 4      | Électricité               | Moyenne  | |
| Boule métallique volante                     | Haut               | Flottant                   | 4      | Électricité               | Moyenne  | |
| Boule métallique à canons                    | Plein              | Flottant                   | 4      | Balles                    | Moyenne  | |
| Petit robot                                  | Bas                | Mécanique                  | 9      | Contact                   | Moyenne  | |
| R2D2                                         | Bas                | Mécanique                  | 9      | Électricité               | Moyenne  | |
| Tornade                                      | Plein              |                            | 4      | Contact                   | Moyenne  | |
| Satyre                                       | Plein              |                            | 4      | Contact                   | Moyenne  | |
| Momie verte                                  | Plein              | Mécanique                  | 1      | Contact                   | Moyenne  | |
| Chien à deux têtes                           | Bas                |                            | 4      | Contact                   | Moyenne  | |
| Chasseur                                     | Bas                |                            | 9      | Balles                    | Moyenne  | |
| Noix de coco                                 | Bas                | Mécanique                  | 9      | Contact                   | Lente    | |
| Aéroglisseur                                 | Haut               | Flottant                   | 2      | Balles                    | Rapide   | Dépose une mine à sa mort |
| Écran                                        | Bas                | Mécanique                  | 4      | Boule de feu              | Moyenne  | Les tirs sont aveuglants et passent à travers les portes bleues.                                                                     |
| Nain en colère                               | Plein              |                            | 1      | Balles                    | Moyenne  | |
| Nain aux yeux rouges                         | Plein              |                            | 1      | Laser                     | Moyenne  | |
| Nain à tête de mort                          | Plein              |                            | 1      | Plasma                    | Rapide   | |
| Nain sans visage                             | Plein              | Flottant                   | 1      | Flammes                   | Rapide   | Dépose parfois une mine à sa mort |
| Démon du feu                                 | Bas                | Feu                        | 4      | Flammes                   | Moyenne  | |
| Dragon                                       | Plein              | Feu                        | 4      | Flammes                   | Rapide   | |
| Char léger                                   | Plein              | Mécanique                  | 1      | Obus                      | Moyenne  | |
| Char lourd                                   | Plein              | Mécanique                  | 1      | Obus et balles            | Moyenne  | |
| Boule marbrée                                | Bas                | Flottant                   | 9      | Obus                      | Rapide   | |
| Boule bleue                                  | Bas                | Flottant                   | 9      | Plasma                    | Rapide   | |
| Tourelle                                     | Plein              |                            | 1      | Plasma                    | Immobile | |
| ED-209                                       | Plein              | Mécanique                  | 1      | Balles                    | Lente    | Les tirs positionnés en bas au milieu lui passent entre les jambes quand il est de face.                                             |
| Loup volant                                  | Plein              | Flottant                   | 1      | Flammes et laser          | Rapide   | Dépose une mine à sa mort |
| Monstres présents dans les bases et stations |                    |                            |        |                           |          | |
| Ouvrier                                      | Plein              |                            | 1      | Contact                   | Rapide   | Inoffensif tant qu'il n'est pas attaqué. Détient le code d'ouverture d'une porte-laser.                                              |
| Scientifique                                 | Plein              |                            | 1      | Contact                   | Rapide   | Inoffensif tant qu'il n'est pas attaqué. Détient le code d'accès à une sonde, mais pas forcément celle qui est située à côté de lui. |
| Monstres présents dans les stations          |                    |                            |        |                           |          | |
| Goliath                                      | Plein              | Mécanique                  | 1      | Contact et flammes        | Rapide   | Dépose parfois une mine à sa mort |
| Goliath flottant                             | Plein              | Flottant                   | 1      | Contact, flammes et laser | Rapide   | Dépose parfois une mine à sa mort |
| Robocop                                      | Plein              | Mécanique                  | 4      | Laser                     | Rapide   | |
| Serpent                                      | Bas                | Feu                        | 9      | Flammes                   | Rapide   | |
| Trill                                        |                    |                            |        |                           | Immobile | Ce n'est pas vraiment un monstre, puisqu'il s'agit du personnage incarné par le joueur. Ne pas lui tirer dessus !                    |
| Monstres présents à la surface des planètes  |                    |                            |        |                           |          | |
| Brontosaure                                  | Plein              | Eau                        | 1      | Contact                   | Moyenne  | |
| Mini-dinosaure                               | Bas                |                            | 4      | Contact                   | Moyenne  | |
| Tyrannosaure                                 | Plein              |                            | 1      | Contact                   | Moyenne  | |
| Tricératops                                  | Plein              |                            | 1      | Contact                   | Moyenne  | |
| Ptérodactyle                                 | Plein              |                            | 1      | Contact                   | Moyenne  | |

Dans certains cas, il est envisageable de retourner les attaques des monstres contre eux.
Les portes bleues par exemple renvoient les tirs qu'elles essuient.
De même, les obus rebondissent contre les murs.
Les mines que déposent certains monstres peuvent être utilisées contre les suivants.
De manière générale, il est souvent possible de prendre un ennemi dans un feu croisé.

### Boutiques
Des boutiques sont installés dans chaque base.
Avec l'argent trouvé dans les niches murales ou sur les monstres, on peut y acheter pièces détachées, armes, munitions et divers objets, ainsi qu'y faire des réparations.
Les robots peuvent également revendre certaines choses comme les blocs-notes contenant des codes d'ouverture, les vieilles pièces détachées ou armes qu'ils n'utilisent plus.
Sur une même base, les boutiques ne fournissent pas toutes la même chose.
Leur contenu est également fonction du niveau de difficulté de la base.
Ainsi, les boutiques des bases des toutes premières planètes ne fournissent que des armes de poing et les pièces de rechange les plus sommaires.
Les armes les plus puissantes ou les pièces les plus robustes ne sont même pas accessibles dans la première mission, il faut attendre la deuxième pour pouvoir se les procurer.

### Armes
Le jeu étant orienté vers le combat, les armes y tiennent une place prépondérante.
Le niveau de compétence requis pour manier une arme d'une catégorie donnée dépend de sa nature et de son grade.
Les munitions se trouvent dans toutes les boutiques, à l'exception de celles de la catégorie Aérosols qui sont relativement rares.
D'autre part, les armes à munitions peuvent s'enrayer.
| Catégorie          | Armes                                       | Notes |
| ------------------ | ------------------------------------------- | --- |
| Poings             | - Poings nus - Knucle duster - Battle glove | Ces armes se dégradent avec l'usage. Elles peuvent cependant être réparées. |
| Armes blanches     | - War blade - Light blade - Fire axe        | Ces armes se dégradent avec l'usage. Elles peuvent cependant être réparées. |
| Pistolets          | - Pistol - Colt - Magnum                    | |
| Fusils             | - Rifle - Shotgun - Hunter                  | Les fusils sont pratiques parce qu'ils permettent d'atteindre les adversaires situés en hauteur sans utiliser l'implant Anti-Grav. |
| Armes automatiques | - Uzie - Rapedo - Booster                   | |
| Armes à laser      | - Hand laser - Lyte zapper - Ion pulse      | |
| Armes lourdes      | - Mono cannon - A51 launcher - Twin cannon  | Les canons sont à double tranchant car leurs obus rebondissent contre les murs et peuvent atteindre les robots s'ils manquent leur cible. |
| Armes à aérosols   | - Airosoll - Acid disperser - Flame thrower | Ce sont les armes les plus puissantes, d'autant plus que leurs tirs ne sont pas arrêtés par les monstres et peuvent en toucher d'autres situés derrière. Les faibles capacités des munitions peuvent être augmentées en les plongeant dans l'eau ou le feu. |

### Obstacles et pièges
Divers éléments viennent gêner la progression des robots.
Par exemple certaines portes sont verrouillées, protégées par des codes (mot de passe ou combinaison de boutons à enfoncer).
Ces codes sont écrits sur des blocs-notes traînant ailleurs sur le sol, ou portés par des monstres. Certains murs sont factices, d'autres sont sur roulettes et peuvent être poussés, d'autres encore apparaissent et bloquent le chemin quand les robots marchent sur des grilles piégées.
Ils devront trouver l'interrupteur faisant disparaître le mur pour pouvoir revenir sur leurs pas.
Certains terrains ont des effets spécifiques.
Les zones inondées endommagent légèrement les pieds des robots.
Les zones en feu les brûlent s'ils tentent de rentrer dedans, ce qui n'est pas possible.
Les zones aveugles privent les robots de toute information visuelle, sauf s'ils utilisent l'implant Visor.
Beaucoup de joueurs francophones ont été bloqués tout au début du jeu par une erreur de traduction du manuel. En effet, le sens de la phrase expliquant que cliquer sur une l'icône "avancer" avec le bouton droit de la souris permettait de "pousser" a été dénaturé.

## Génération automatique
L'intégralité de l'univers de Captive est généré automatiquement par un algorithme : nom des planètes, des codes secrets, plans des bases, etc.
Techniquement parlant, il y a 65536 missions différentes possibles.
Étant donné qu'il faut généralement entre 3 et 6 heures pour terminer une base, cela fait entre deux et quatre millions d'heures de jeu.
De ce fait, il semble que l'auteur n'ait visiblement pas prévu que le jeu puisse être terminé et qu'aucune séquence de fin n'ait été incluse.
Cependant, à deux endroits au moins (mission 2 sur Phoopel et mission 11 sur Phelphio), un bug du générateur de labyrinthe rend parfois introuvables certains codes d'ouverture.